# Edward Joseph Dent
Edward Joseph Dent (Yorkshire, 16 de julio de 1876-Londres, 22 de agosto de 1957) fue un musicólogo e historiador de música británico.

## Biografía
Dent nació en Ribston, Yorkshire, hijo del terrateniente y político John Dent. Se educó en Eton College y en King's College de Cambridge, donde estudió el Classical Tripos en 1898. Fue nombrado académico de la universidad en 1902 por su trabajo de investigación y composición musical.
Dent fue profesor de música en la Universidad de Cambridge desde 1926 a 1941. Fue presidente de la ISCM desde su fundación en 1922 hasta 1938 y presidente de la International Music Society entre 1931 y 1949. Fue gobernador de la Ópera de Sadler's Wells y tradujo muchos libretos para ella. Escribió libros de influencia sobre Alessandro Scarlatti, Ferruccio Busoni, Handel, ópera inglesa y óperas de Mozart.
Era académico de la Academia Británica y recibió títulos honoríficos de Oxford, Cambridge y harvard. Tras la Primera Guerra Mundial, Dent trabajó para aunar las comunidades artísticas del Reino Unido y Estados Unidos. Tras su muerte, la Royal Musical Association creó la Medalla Dent para el trabajo en musicología. Murió en Londres a los 81 años.

## Publicaciones seleccionadas
- Alessandro Scarlatti: his life and works. 1905.
- Mozart's operas. 1913.
- Foundations of English opera. 1928.
- Ferruccio Busoni. 1933.
- A life of Handel. 1936.
- Opera. 1940.